# 茨城県道30号水戸岩間線
茨城県道30号水戸岩間線（いばらきけんどう30ごう みといわません）は、茨城県水戸市から笠間市までを結ぶ県道（主要地方道）である。通称岩間街道。

## 概要
水戸市大工町の国道50号現道から分岐し、南西方向へ向かい笠間市土師十字路を経由して岩間駅前を通過して国道355号現道に接続する主要地方道である。
かつて江戸時代に作られた水戸から岩間、筑波山を越え、下妻市を経て群馬県に至る瀬戸井街道と呼ばれた街道の一部であった。

### 路線データ
- 起点：水戸市大工町三丁目（国道50号交点）[1]
- 終点：笠間市下郷（国道355号交点）
- 総延長：20.203 km[2]
- 重用延長：0.035 km[2]
- 未供用延長：なし[2]
- 実延長：20.168 km[2]
- 自動車交通不能区間延長[注釈 1]：なし[2]

## 歴史
1959年（昭和34年）10月14日、新たな県道として水戸市を起点とし、西茨城郡岩間町（現：笠間市）を終点とする区間を本路線として茨城県が県道路線認定した。水戸市見川町の桜山橋付近の道路は、水戸市街地に向かう自動車や歩行者、自転車の通行が多いにも関わらず歩道がなく危険度が高い状況であったことから、2014年11月に歩道が整備された。

### 年表
- 1959年（昭和34年）10月14日：路線認定[4]。道路の区域は、水戸市久保町の二級国道前橋水戸線（現、国道50号）分岐から西茨城郡岩間町大字土師の県道茨城岩間線交点までと決定された[1]。
- 1993年（平成5年）5月11日 - 建設省から、県道水戸岩間線が水戸岩間線として主要地方道に指定される[5]。
- 1995年（平成7年）3月30日：整理番号48から現在の番号（整理番号30）に変更される[6]。
- 1997年（平成9年）5月29日：涸沼川を渡河する舟場橋の架け替えが完成する[7]。
- 2015年（平成27年）4月1日：笠間市下郷（旭町西交差点から約140 m区間）の県道の一部区間が笠間市の管理下に置かれる[8]。

## 路線状況
農村部を通る笠間市内は主要地方道本来の姿である地域間を結ぶ郊外型道路、一方市街地を通る水戸市内は市内中心部と近郊住宅地域を結ぶ都市型道路という二つの顔を持つ。水戸市内は古くから沿道の宅地化が進んだため朝夕は渋滞が慢性化している。
道路法の規定に基づき、以下の区間は緊急輸送道路として機能を維持するため、災害発生時の被害拡大防止を目的に道路用地内に新たに電柱を建てることが制限されている。
- 水戸市大工町2丁目（大工町2丁目交差点） - 同市見川（株式会社茨城県歯科医師会）[9]
- 水戸市鯉渕町（鯉渕東交差点） - 同（一般県道友部内原線交差）[9]
- 笠間市湯崎（笠間市道交差） - 笠間市住吉（県道大洗友部線交差）[10]

### 別名
岩間街道
古くからこの俗称が使われており、終点の旧岩間町（現笠間市）が名称の由来とされる。地元ラジオ局の交通情報もこの名称を用いており、この地域では一般的に通用する名称である。

### 重複区間
- 茨城県道59号玉里水戸線（水戸市河和田町 地内）

### 道路施設
- 桜山橋（沢渡橋・JR常磐線、水戸市緑町）
- 落合橋（古矢川、水戸市鯉渕町）
- 中台橋（涸沼前川、水戸市鯉渕町/水戸市五平町）
- 舟場橋（涸沼川、笠間市住吉 - 土師）

## 地理

### 通過する自治体
- 水戸市
- 笠間市

### 交差する道路
- 国道50号（水戸市大工町、起点）

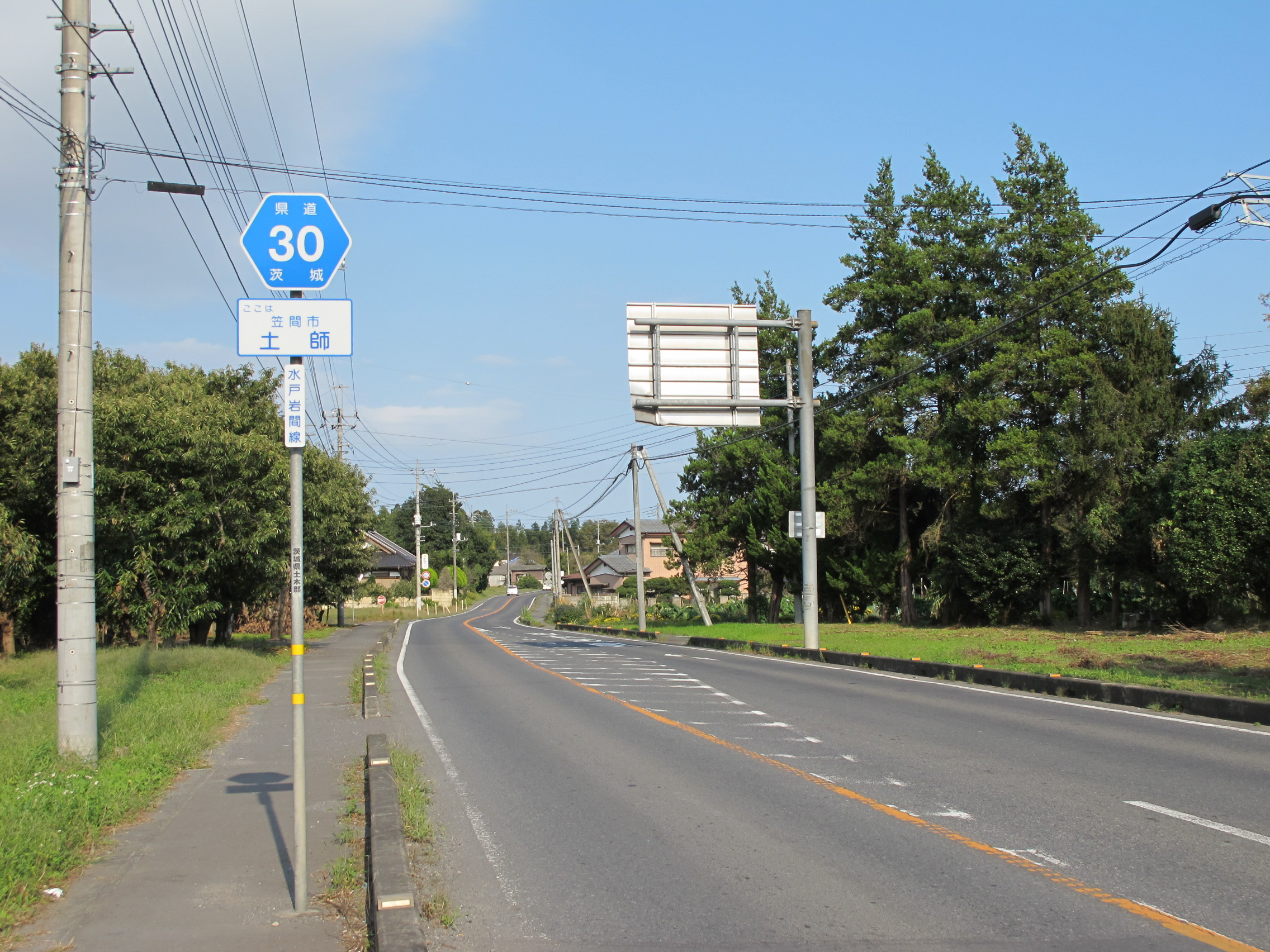
茨城県道30号水戸岩間線
笠間市土師（2013年10月）

- 茨城県道178号常磐公園線（水戸市元山町）
- 茨城県道59号玉里水戸線（水戸市河和田町）
- 茨城県道59号玉里水戸線（水戸市河和田町）
- 国道50号水戸バイパス（水戸市河和田町・河和田町交差点）
- 茨城県道52号石岡城里線（水戸市鯉淵町）
- 茨城県道105号友部内原線（水戸市鯉淵町）
- 茨城県道16号大洗友部線（笠間市住吉）
- 茨城県道43号茨城岩間線（笠間市土師）
- 国道355号石岡岩間バイパス（笠間市土師）
- 国道355号（笠間市下郷、終点）

### 沿線にある施設など
- 茨城県立歴史館（水戸市緑町）
- 徳川博物館（水戸市見川町）
- 茨城交通鯉淵営業所（水戸市鯉淵町）
- JR常磐線 岩間駅（笠間市下郷）